# Halorosellinia
Halorosellinia — рід грибів родини Xylariaceae. Назва вперше опублікована 2000 року.